# Ганс Карл Меєр
Ганс Карл Меєр (нім. Hans Karl Meyer; 1 грудня 1898, Вандліц — 23 січня 1989, Гамбург) — німецький військово-морський діяч, контрадмірал крігсмаріне (1 червня 1944), адмірал флотилії бундесмаріне (16 квітня 1957). Кавалер Німецького хреста в золоті.

## Біографія
2 січня 1917 року вступив добровольцем на флот. Пройшов підготовку на навчальних курсах і на важкому крейсері «Фрейя». Служив на важкому крейсері «Зейдліц». 18 грудня 1918 року звільнений від служби, член Добровольчого корпусу «Брандіс». 10 вересня 1919 року переведений в 3-ю морську бригаду. З 24 жовтня 1920 року — ордонанс-офіцер у штабі військово-морської станції «Остзе», з 30 червня 1921 року — вахтовий офіцер 2-й півфлотилії міноносців. З 6 січня 1925 року — ад'ютант і радіоофіцер на лінійному кораблі «Гессен». З 1 жовтня 1928 року — командир міноносця G-10, з 25 січня 1930 року — Т-185. 30 вересня 1933 року переведений в торпедну інспекцію. 25 лютого 1935 року очолив 2-у флотилію міноносців. З 15 липня 1937 року — військовий інструктор Військово-морської академії.
З 16 липня 1939 року — 1-й офіцер Адмірал-штабу в штабі Командування групи ВМС «Захід». Брав участь у військових діях проти Франції і Великої Британії. 6 червня 1941 року очолив штаб Командування ВМС «Захід». 13 грудня 1942 року призначений командиром легкого крейсера «Кельн», а 25 лютого 1943 року — лінкора «Тірпіц». Одночасно в січні-квітні 1944 року командував бойовою групою. 1 травня 1944 року переведений в розпорядження ОКМ. 29 червня 1944 року призначений начальником Оперативного відділу Штабу керівництва морською війною; найближчий помічник начальника штабу ВМФ в останній рік війни. 22 липня 1945 року заарештований військовою владою союзників. 24 лютого 1946 року звільнений.
16 квітня 1957 року вступив на службу у ВМФ ФРН і 1 жовтня 1958 року очолив військово-морський відділ Академії Бундесверу. 31 грудня 1960 року вийшов у відставку.

## Нагороди
- Залізний хрест 2-го класу
- Морський нагрудний знак «За поранення» в чорному
- Сілезький Орел 2-го ступеня
- Хрест Левенфельда
- Почесний хрест ветерана війни з мечами
- Медаль «За вислугу років у Вермахті» 4-го, 3-го і 2-го класу (18 років; 2 жовтня 1936) — отримав 3 нагороди одночасно.
- Іспанський хрест в золоті з мечами (12 червня 1939)
- Застібка до Залізного хреста 2-го класу
- Залізний хрест 1-го класу
- Нагрудний знак флоту
- Німецький хрест в золоті (2 березня 1942)